# Société électro-métallurgique du Giffre
La Société électro-métallurgique du Giffre était une entreprise métallurgique française,  cotée en Bourse. 

## Histoire
La société est créée en 1897 pour exploiter la force hydraulique du torrent du Giffre, rivière de Haute-Savoie qui prend ses sources dans le cirque du Bout du monde près du Cirque du Fer-à-Cheval, au pied du mont Ruan puis rejoint l'Arve, dont il est le principal affluent.
Le fondateur Jules Barut avait tout d'abord créé, avec deux associés, les « Usines du Giffre » et la « Société d'électrochimie des Forces du Fier », pour produire de l'électricité. Les progrès dans la maîtrise du four à arc électrique, afin de fabriquer des ferro-alliages très résistants, suscitent alors un intérêt très vif à la Bourse de Paris.
Installée à un pont sur le Giffre, la Société électro-métallurgique du Giffre procède à l'aménagement d'une chute de 70 mètres de haut lui fournissant une puissance de 9.000 chevaux-vapeur.
Elle fusionne en 1919 avec la Société électrochimique du suisse Henry Gall, qui avait elle-même fusionné en 1916 avec La Volta lyonnaise. En 1922, le nouvel ensemble rejoint les « Forges et Aciéries Paul Girod », pour créer une puissante société métallurgique, la Société d’électrochimie, d'électrométallurgie et des aciéries électriques d'Ugine (SECEMAEU).
Jules Barut devient alors administrateur-délégué, aux côtés du directeur Georges Painvin, de la nouvelle société née de la fusion, dont le périmètre ne changera plus pendant 44 ans.